# Mother Earth (tidskrift)

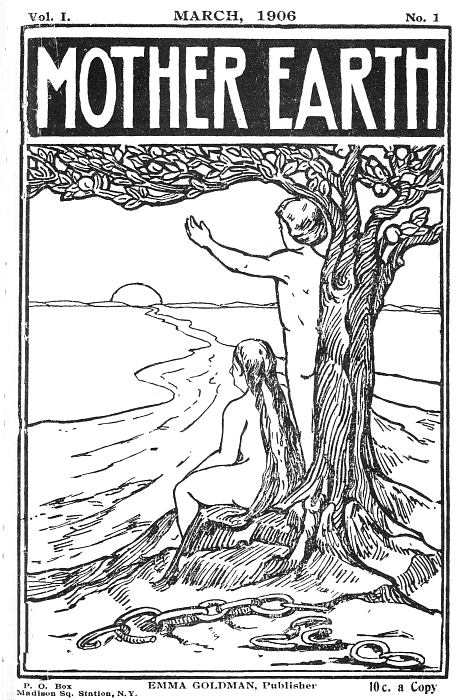
Första numret av Mother Earth.

Mother Earth var en anarkistisk tidskrift grundad 1906 i New York av den rysk-amerikanska anarkisten Emma Goldman. Tidskriften fungerade som en plattform för radikal samhällskritik och idéer om frihet och individuellt självförverkligande. Den samlade några av dåtidens mest inflytelserika anarkistiska skribenter. I artiklar och essäer kritiserades kapitalism, statlig överhöghet, sociala orättvisor och myndigheternas maktutövning, samtidigt som tidskriften förespråkade politisk och konstnärlig frihet. Mother Earth blev en viktig röst inom det tidiga 1900-talets anarkistiska rörelse i USA, men tvingades lägga ned 1917 som en direkt följd av ställningstagandet emot USA:s deltagande i första världskriget.

## Historik
Mordet på president McKinley 1901 kopplades starkt samman med den anarkistiska rörelsen och Emma Goldman personligen i såväl press som i allmänhetens medvetande och hos rättsvårdande myndigheter. Emma Goldman såg sig nödgad att försvinna från offentligheten en längre tid. I juli 1905 hade Goldman blivit tolk och manager för den ryske skådespelaren Pavel Orlenevs teatertrupp (med Alla Nazimova). Orlenev donerade intäkterna från en föreställning av Fröken Julie till startkapitalet för det månadsmagasin Goldman hade börjat skissera planer för. Ursprungligen var tidskriftens namn tänkt att vara Open Road efter Walt Whitmans dikt, men det namnet visade sig vara upptaget. Med Max Baginski som chefredaktör och under namnet Mother Earth utkom det första numret den 1 mars 1906. De tretusen exemplaren sålde slut inom en vecka så ytterligare tusen fick tryckas upp för att möta efterfrågan.
Under tidskriftens mest långlivade chefredaktör Alexander Berkman, som innehade positionen från 1907 till 1915, blev Mother Earth en av de mest lästa och längst bestående anarkistiska publikationerna, med en upplaga som nådde runt 10 000 exemplar som högst. Blandningen av konstnärligt innehåll och politik inramat av Emma Goldmans återkommande, mer lättsamma krönikor om livet på turné, vände sig till en mindre intellektuell publik än den mer teoretiskt lagda och renodlat socialistiska konkurrenten The Masses.
Den 15 juni 1917 antogs "The Espionage Act", en lag som kom till för att skydda landets säkerhet genom att kriminalisera handlingar som kunde hota den nationella försvarsförmågan. Dit räknades uttryckandet av åsikter som kunde störa eller motverka militär rekrytering och värnplikt. Emma Goldmans hängivna motstånd mot USA:s inblandning i kriget i Europa och hennes strävan att förmå unga män att värnpliktsvägra utmynnade i åtal och fängelsestraff för henne och medaktivisten Alexander Berkman. En räd mot Mother Earths kontor genomfördes samma dag som lagen antogs. Tidskriften stängdes ned men kunde fortsätta verka i ytterligare några månader i form av ett nyhetsbrev med titeln Mother Earth Bulletin innan även den tvingades upphöra.